# 三水西站
三水西站是广茂铁路车站，位于广东省佛山市三水区西南街道河口社区。车站共有东西两个站场，主要负责货物列车解编作业和机车换挂作业，三水西站东场有一个集装箱货场、一个简易驼峰以及5条股道，其中3道为东场正线；三水西西场共有5条股道，其中1道建有有站台，2道为西场正线，5道为调车作业线；西场5道旁是三水机务段。客运可办理旅客乘降及行李、包裹托运；货运可办理整车货物到发，零担只办理直达整零货物到发，不办理危险货物到发。